# Antananarivo
Antananarivo (francosko Tananarive, izgovorjava [tananaʁiv]), znan tudi po svoji kolonialni stenografski obliki Tananarive oz. okrajšano Tana (izgovorjava [tana]), je največje mesto na Madagaskarju in glavno mesto te otoške države z 1.275.207 prebivalcev (popis 2018). Upravno območje mesta, znano kot Antananarivo-Renivohitra (Antananarivo-Materni hrib ali Antananarivo-prestolnica), je glavno mesto regije Analamanga. Mesto leži na 1280 m nadmorske višine v središču otoka, in je najvišja nacionalna prestolnica po višini med otoškimi državami. Vsaj od 18. stoletja je največje središče prebivalstva v državi. Tam so predsedstvo, nacionalna skupščina, senat in vrhovno sodišče, 21 diplomatskih predstavništev ter sedeži številnih domačih in mednarodnih podjetij in nevladnih organizacij. Ima več univerz, nočnih klubov, umetniških prizorišč in zdravstvenih storitev kot katero koli mesto na otoku. Tu ima sedež več državnih in lokalnih športnih ekip, vključno z zmagovalno državno reprezentanco v ragbiju Makis.
Za razliko od številnih ostalih prestolnic afriških držav je bil Antananarivo veliko in pomembno naselje že pred kolonialnim časom, ustanovil ga je lokalni vladar Andrianjaka že v 17. stoletju in določil za prestolnico. Ime Antananarivo pomeni dobesedno Mesto tisočih, kar se nanaša na število vojakov, ki so bili določeni za njegovo obrambo. Ko so ga leta 1895 zavzeli Francozi in vključili v svoj protektorat, je štelo že 100.000 prebivalcev in po tistem začelo še hitreje rasti. Do leta 1950 je v njem živelo že 175.000 ljudi.
Na vrhu grebena stoji kompleks kraljevske palače (Rova), ki ga obkrožajo upravne in finančne zgradbe, pod njimi pa je poslovno središče. Od industrije sta v mestu pomembnejši predelava tobaka in hrane. Oskrbujeta ga mednarodno letališče Ivato, ki leži 11 km severneje, in železniška povezava z glavnim pristaniškim mestom Toamasina. Hitro povečevanje števila prebivalstva se med drugim odraža v problemih z onesnaženjem; po oceni organizacije Mercer Human Resource Consulting iz leta 2007 je bil Antananarivo tretje najbolj umazano mesto na svetu.

## Ime
Antananarivo je bilo prvotno mesto, imenovano Analamanga, kar pomeni 'modri gozd' v narečju osrednjega višavja v malgaškem jeziku. Analamango je ustanovila skupnost Vazimba, prvih prebivalcev otoka. Kralj Merina Andrianjaka, ki se je v regijo preselil z jugovzhodne obale, je to lokacijo izkoristil za svoje glavno mesto. Glede na ustno zgodovino je napotil garnizijo 1000 vojakov, da so uspešno zavzeli in varovali mesto. Hrib in njegovo mesto sta obdržala ime Analamanga do vladavine kralja Andriamasinavalona, ki ga je preimenoval v Antananarivo ('mesto tisočerih') v čast vojakov Andrianjaka.

## Zgodovina

### Kraljestvo Merina
Antananarivo je bil že pred kolonialno dobo veliko mesto. Potem ko je izgnal Vazimbe, ki so naseljevali mesto na vrhu hriba Analamanga, je Andrianjaka izbral mesto za svojo rova (utrjena kraljeva posest), ki se je sčasoma razširila, da bi zajela kraljeve palače in grobnice kraljeve družine Merina. Mesto je bilo ustanovljeno okoli leta 1610 ali 1625 po različnih zapisih. Zgodnji kralji Merina so uporabili fanampoano (zakonsko delo, začasno neplačano prisilno delo) za izgradnjo ogromnega sistema namakanih riževih polj in nasipov okoli mesta, da bi zagotovili zadostno količino riža za naraščajoče prebivalstvo. Ta riževa polja, od katerih se največje imenuje Betsimitatatra, še naprej proizvajajo riž.
Kraljevini Merina so vladali zaporedni vladarji od Analamange do vladavine kralja Andriamasinavalona. Ta vladar je dal rastočemu mestu današnje ime; ustanovil je mestni trg Andohalo zunaj mestnih vrat, kjer so imeli vsi zaporedni vladarji svoje kraljeve govore in obvestila javnosti, in dodelil imena številnim lokacijam v mestu na podlagi imen podobnih mest v bližnji vasi Antananarivokely. Andriamasinavalona je določil posebna ozemlja za hova (svobodni meščani, ena od treh glavnih zgodovinskih kast v kraljestvu Merina) in vsako podkasto andriana (plemiški razred), tako v soseskah Antananariva kot na podeželju, ki obkroža prestolnico. Te teritorialne delitve so se strogo izvajale; člani podkast so morali živeti na svojih določenih ozemljih in jim ni bilo dovoljeno ostati dlje časa na ozemljih, rezerviranih za druge. Uvedeni so bili številni fady (širok nabor kulturnih prepovedi, tabuji), vključno s prepovedjo gradnje lesenih hiš neplemičem in prisotnost prašičev znotraj meja mesta.
Po Andriamasinavalonovi smrti leta 1710 se je Merina razdelila na štiri vojskujoče se četrti in Antananarivo je postal glavno mesto južnega četrti. Med 77-letno državljansko vojno, ki je sledila, je glavno mesto vzhodne četrti Ambohimanga postalo pomembno. Zadnji kralj Ambohimanga, Andrianampoinimerina, je leta 1793 uspešno osvojil Antananarivo; in ponovno združil četrti Merina, s čimer se je končala državljanska vojna. Leta 1794 je politično prestolnico kraljevine preselil nazaj v Antananarivo in Ambohimango razglasil za duhovno prestolnico kraljevine, kar še vedno ohranja. Andrianampoinimerina je v Analakelyju ustvaril veliko tržnico in s tem vzpostavil gospodarsko središče mesta.

### Kraljevina Madagaskar
V času, ko se je Andrianampoinimerinov sin Radama I. ('Veliki' (1793–1828)) po očetovi smrti leta 1810 povzpel na prestol, je bil Antananarivo največje in gospodarsko najpomembnejše mesto na otoku z več kot 80.000 prebivalci. Radama I. je mesto odprl prvim evropskim naseljencem, obrtniškim misijonarjem Londonske misijonarske družbe (LMS), ki so prispeli leta 1820 in odprli prve javne šole v mestu. James Cameron je na otok uvedel izdelavo opeke in ustvaril jezero Anosy za pridobivanje hidravlične energije za industrijsko proizvodnjo. Radama I. je ustanovil vojaško vadišče na ravni ravnini, imenovani Mahamasina, ob vznožju Analamange blizu jezera. Radamina podreditev drugih malgaških etničnih skupin je prinesla skoraj dve tretjini otoka pod njegov nadzor. Britanski diplomati, ki so sklenili trgovinske pogodbe z Radamo I., so ga priznali kot 'vladarja Madagaskarja', položaj, ki so ga zahtevali on in njegovi nasledniki, čeprav jim nikoli ni uspelo uveljaviti svoje oblasti nad večjim delom južnega otoka. Nato so vladarji Merina razglasili Antananarivo za glavno mesto celotnega otoka.
Radamina I. naslednica Ranavalona I. je povabila brodolomca obrtnika po imenu Jean Laborde, da zgradi grobnico za predsednika vlade Rainihara in največjo palačo v Rovi, Manjakamiadano (zgrajena 1839–1841). Laborde je proizvajal tudi široko paleto industrijskih izdelkov v tovarnah v visokogorski vasi Mantasoa in livarni v soseski Antananarivo v Isoraki. Ranavalona I. je nadzirala izboljšave mestne infrastrukture, vključno z gradnjo dveh največjih mestnih stopnišč v Antaninarenini in Ambondroni, ki povezujeta la ville moyenne (»srednje mesto«) z osrednjo tržnico v Analakelyju. Leta 1867 je po vrsti požarov v prestolnici kraljica Ranavalona II. izdala kraljevi odlok, ki je dovoljeval uporabo kamna in opeke v stavbah, razen grobnic. Prva zidana hiša misijonarjev LMS je bila zgrajena leta 1869; nosila je mešanico angleškega, kreolskega in malgaškega oblikovanja in je služila kot model za nov slog hiše, ki se je hitro razširil po prestolnici in po visokogorju. Imenuje se trano gasy ('malgaška hiša') in je običajno dvonadstropna opečnata stavba s štirimi stebri na sprednji strani, ki podpirajo leseno verando. V drugi tretjini 19. stoletja so te hiše hitro nadomestile večino tradicionalnih lesenih hiš mestnega aristokratskega razreda. Naraščajoče število kristjanov v Merini je spodbudilo gradnjo kamnitih cerkva po vsem visokogorju, pa tudi štirih spominskih cerkva na ključnih mestih mučeništva med zgodnjimi malgaškimi kristjani pod vladavino Ranavalona I..
Do sredine 19. stoletja je mesto ostalo večinoma skoncentrirano okoli Rova Antananarivo na najvišjem vrhu, območju, ki se danes imenuje la haute ville ali la haute ('zgornje mesto'). Z rastjo prebivalstva se je mesto širilo proti zahodu; do poznega 19. stoletja se je razširilo na severno sosesko Andohalo na vrhu hriba, območje nizkega prestiža, dokler ga britanski misijonarji niso naredili za svoje prednostno stanovanjsko okrožje in tu od leta 1863 do 1872 zgradili eno od mestnih spominskih cerkva. Od leta 1864 do 1894 je predsednik vlade Rainilaiarivony vladal Madagaskarju skupaj s tremi zaporednimi kraljicami, Rasoherino, Ranavalono II. in Ranavalono III., kar je vplivalo na politiko, ki je še dodatno preoblikovala mesto. Leta 1881 je obnovil obvezno univerzalno izobraževanje, ki je bilo prvič uvedeno leta 1820 pod Radamo I., kar je zahtevalo izgradnjo številnih šol in visokih šol, vključno s šolami za usposabljanje učiteljev, ki so jih zaposlovali misijonarji in prvo lekarno v državi, medicinsko fakulteto in sodobno bolnišnico. Rainilaiarivony je zgradil palačo Andafiavaratra leta 1873 kot svojo rezidenco in pisarno na mestu blizu kraljeve palače.

### Francoski Madagaskar
Francoska vojska je vdrla v Antananarivo septembra 1894, zaradi česar se je kraljica predala, potem ko je topovska granata prebila luknjo v stavbi na Rovi, kar je povzročilo velike žrtve. Škoda ni bila nikoli popravljena. Trg Andohalo je bil preoblikovan tako, da ima paviljon, sprehajalne poti in zasajeno krajino. Ker je francoska uprava otok razglasila za kolonijo, je obdržala Antananarivo kot glavno mesto in njegovo ime prepisala v Tananarive. Izbrali so Antaninarenino kot kraj za rezidenco francoskega generalnega guvernerja; ob osamosvojitvi so jo preimenovali v palačo Ambohitsorohitra in preuredili v predsedniške pisarne. Pod Francozi so skozi dva največja hriba v mestu zgradili predore, ki so povezovali različna okrožja in olajšali širitev mesta. Ulice so bile kasneje tlakovane; uvedena je bila kanalizacija in električna infrastruktura. Vodo, ki so jo prej pridobivali iz izvirov ob vznožju hriba, so pripeljali iz reke Ikopa.
V tem obdobju se je močno razširil la ville moyenne, ki se je razširil po nižjih vrhovih hribov in pobočjih mesta s središčem okoli francoske rezidence. Sodobno urbanistično načrtovanje je bilo uporabljeno v la ville basse ('spodnjem mestu'), ki se je razširilo od vznožja osrednjih mestnih hribov v okoliška riževa polja. Zgrajeni so bili veliki bulvarji, kot je Avenue de l'Indépendance, načrtovana komercialna območja, kot so arkade na obeh straneh avenije, veliki parki, mestni trgi in druge znamenitosti. Železniški sistem, ki povezuje postajo Soarano na enem koncu Avenue de l'Indépendance v Antananariveju s Toamasino in Fianarantsoo, je bil vzpostavljen leta 1897. Izven teh načrtovanih prostorov so se soseske, gosto poseljene z Malgaši iz delavskega razreda, širile brez državnega nadzora ali kontrole.
Mesto se je po drugi svetovni vojni hitro širilo; do leta 1950 je njegovo prebivalstvo naraslo na 175.000. Ceste, ki povezujejo Antananarivo z okoliškimi mesti, so razširili in tlakovali. Prvo mednarodno letališče je bilo zgrajeno v Arivonimamu, 45 km izven mesta; to je bilo leta 1967 nadomeščeno z mednarodnim letališčem Ivato, približno 15 km od središča mesta. Univerza Antananarivo je bila zgrajena v soseski Ankatso, zgrajen pa je bil tudi Muzej etnologije in paleontologije. Mestni načrt, napisan leta 1956, je ustvaril predmestna območja, kjer so bile postavljene velike hiše in vrtovi za premožne. Leta 1959 so hude poplave v la ville basse spodbudile gradnjo obsežnih nasipov vzdolž robov riževih polj Betsimitatatra in vzpostavitev novih ministrskih kompleksov na novo izsušenem zemljišču v soseski Anosy.

### Po osamosvojitvi
Po osamosvojitvi leta 1960 se je tempo rasti še povečal. Prebivalstvo mesta je do konca 20. stoletja doseglo 1,4 milijona. Nenadzorovano širjenje mest je ogrozilo mestno infrastrukturo, povzročilo pomanjkanje čiste vode in elektrike, sanitarne razmere in težave z javnim zdravjem ter velike prometne zastoje. V mestu in njegovih predmestjih je več kot 5000 cerkvenih zgradb, vključno z anglikansko in rimskokatoliško stolnico. Antananarivo je glavno mesto rimskokatoliške nadškofije na Madagaskarju. Mesto je bilo večkrat prizorišče velikih demonstracij in nasilnih političnih spopadov, vključno z rotako leta 1972, ki je zrušila predsednika Philiberta Tsiranano, in malgaško politično krizo leta 2009, ki je povzročila, da je Andry Rajoelina zamenjal Marca Ravalomanano kot voditelja države.
Januarja leta 2022 so mesto Antananarivo prizadele poplave, ki so povzročile več smrtnih žrtev in znatno škodo na skoraj 7000 hišah.
26. avgusta 2023 je najmanj 12 ljudi umrlo med nesrečo na mestnem stadionu Mahamasina med otvoritvijo iger otokov v Indijskem oceanu.

## Geografija
Antananarivo je približno 1280 m nad morsko gladino v regiji Centralnega višavja na Madagaskarju, na 18,55' južno in 47,32' vzhodno. Mesto je v središču države vzdolž osi sever-jug in vzhodno od središča vzdolž osi vzhod-zahod. Od vzhodne obale je oddaljen 160 km, od zahodne pa 330 km. Mesto zavzema vodilni položaj na vrhu in pobočjih dolgega, ozkega skalnatega grebena, ki se razteza proti severu in jugu približno 4 km in se dviga do približno 200 m nad obsežnimi riževimi polji na zahodu.
Uradne meje mesta Antananarivo obsegajo urbano območje s približno 86,4 km². Ustanovljeno je bilo 1480 m nad morsko gladino na vrhu treh hribov, ki se združujejo v obliki črke Y, 200 m nad okoliškimi riževimi polji Betsimitatatra in travnatimi ravnicami za njim. Mesto se je s te osrednje točke postopoma razširilo na pobočja; do konca 19. stoletja se je razširilo na ravninski teren ob vznožju hribov. Te ravnice so v deževnem obdobju dovzetne za poplave; jih odmaka reka Ikopa, ki obdaja prestolnico na jugu in zahodu. Zahodna pobočja in ravnice, ki so bile najbolje zaščitene pred ciklonskimi vetrovi, ki izvirajo iz Indijskega oceana, so bile poseljene pred tistimi na vzhodu.
Veliki Antananarivo je neprekinjeno, urbanizirano območje, ki se razteza izven uradnih meja mesta za 9 km od severa proti jugu med Ambohimanarino in Ankadimbahoako ter 6 km od zahoda proti vzhodu med bregom reke Ikopa in Tsiadano.
V skladu s sistemom klasifikacije podnebja Köppen-Geiger ima Antananarivo subtropsko visokogorsko podnebje z opredeljeno suho sezono (Cwb), za katero so značilne blage, suhe zime in topla, deževna poletja. Mesto prejme skoraj vse povprečne letne količine padavin med novembrom in aprilom. V mestu so zmrzali redke; pogostejše so na višjih nadmorskih višinah. Povprečne dnevne temperature se gibljejo od 20,8 °C decembra do 14,3 °C julija.

## Mestna pokrajina
Antananarivo obsega tri grebene, ki se sekajo na najvišji točki. Kraljeva palača Manjakamiadana je na vrhu teh hribov in je vidna iz vseh delov mesta in okoliških hribov. Manjakamiadina je bila največja struktura znotraj rova Antananarivo; njeno kamnito ohišje je edini ostanek kraljevih rezidenc, ki je preživel požar leta 1995 na mestu. 25 let je lupina brez strehe prevladovala na obzorju; njena zahodna stena se je podrla leta 2004. Leta 2009 je bila v celoti obnovljena kamnita ograja in stavba na novo prekrita. Ponoči je osvetljena. Konservatorska in rekonstrukcijska dela na mestu še potekajo.ref>»Patrimoine – La première phase des travaux terminée: Le "rova" renaît de ses cendres«. Le Quotidien de la Réunion et de l'Océan Indien (v francoščini). Antananarivo, Madagascar. 2. december 2010.</ref> Obzorje mesta je zmešnjava pisanih zgodovinskih hiš in cerkva. Novejši stanovanjski in poslovni objekti ter družinska riževa polja zavzemajo nižji teren po vsej prestolnici. Betsimitatatra in druga riževa polja obdajajo mesto.
Mestne soseske izhajajo iz zgodovinskih etničnih, verskih in kastnih delitev. Dodelitev nekaterih sosesk določenim plemiškim podkastam pod kraljestvom Merina je vzpostavila te delitve; plemiči najvišjega ranga so bili običajno dodeljeni soseskam, ki so bile najbližje kraljevi palači in so morali živeti v višje ležečih delih mesta. Med in po francoski kolonizaciji je širitev mesta še naprej odražala te delitve. Danes je haute ville večinoma stanovanjsko naselje in velja za prestižno območje za življenje; tam živi veliko najbogatejših in najvplivnejših malgaških družin v mestu. Del la haute, ki je najbližje Rovi, vsebuje veliko predkolonialne dediščine mesta in velja za zgodovinski del. Vključuje kraljevo palačo, palačo Andafiavaratra – nekdanjo rezidenco predsednika vlade Rainilaiarivonyja, Andohalo – glavni mestni trg do leta 1897, stolnico blizu Andohala, zgrajeno v spomin na zgodnje malgaške krščanske mučence, najbolj nedotaknjena zgodovinska vhodna vrata v mesto in 19. stoletje hiše plemičev Merina.
Pod Kraljevino Madagaskar se je navadni razred (hova) naselil na obrobju plemiških okrožij in se v poznem 19. stoletju postopoma razširil po pobočjih nižjih hribov. Ta ville moyenne je postajal vse bolj naseljen pod francosko kolonialno oblastjo, ki je bila namenjena preoblikovanju in razvoju. Danes so soseske v ville moyenne gosto poseljene in živahne, vsebujejo rezidence, zgodovinska mesta in podjetja. Soseska Antaninarenina vsebuje zgodovinski Hôtel Colbert, številne zlatarne in druge trgovine z luksuznim blagom ter upravne pisarne. Poleg Antaninarenine so glavne soseske la ville moyenne še Ankadifotsy na vzhodnih hribih ter Ambatonanakanga in Isoraka na zahodu, vse pa so večinoma stanovanjske. Isoraka je razvila živahno nočno življenje s hišami, spremenjenimi v prestižne restavracije in gostilne. Isoraka hrani tudi grob predsednika vlade Rainihara (1833–1852), čigar sinova in kasnejša predsednika vlade Rainivoninahitriniony in Rainilaiarivony sta pokopana z njim. Ti soseski mejita na trgovski območji Besarety in Andravoahangy.
Trgovsko središče mesta, Analakely je na dnu doline med tema dvema hriboma ville moyenne. Kralj Andrianampoinimerina je ustanovil prvo mestno tržnico na zemljišču, ki ga danes zasedajo tržni paviljoni s streho, zgrajeni v 1930-ih. Andrianampoinimerina je odredil petek (Zoma) kot tržni dan, ko bodo trgovci postavili stojnice, zasenčene z belimi senčniki, ki so se raztezale po vsej dolini in tvorile tako imenovano največjo tržnico na prostem na svetu. Trg je povzročil prometne zastoje in varnostne nevarnosti, zaradi česar so vladni uradniki leta 1997 razdelili in preselili petkove trgovce v več drugih okrožij. Druge glavne mestne komercialne in upravne soseske, ki se razprostirajo od Analakelyja in se raztezajo v sosednjo ravnico, so ustanovili Francozi, ki so izsušili in zasuli obstoječa riževa polja in močvirje, da bi ustvarili velik del zasnove in infrastrukture območja. Avenue de l'Indépendance poteka od vrtov Ambohijatovo južno od tržnih paviljonov, skozi Analakely do mestne železniške postaje v Soaranu. Zahodno od Soarana leži gosto trgovsko okrožje Tsaralalana; je edino okrožje, ki je zgrajeno na mreži in je središče mestne južnoazijske skupnosti. Behoririka, vzhodno od Soarana, je zgrajena okoli istoimenskega jezera in meji na razprostranjeno okrožje Andravoahangy na vzhodnem robu mesta. Antanimena meji na Soarano in Behoririka na severu. Predor, ki so ga zgradili Francozi v začetku 20. stoletja, seka pobočje; povezuje Ambohijatovo z Ambanidio in drugimi stanovanjskimi območji na jugu mesta.
Od predkolonialnih časov so nižji sloji, vključno s tistimi, ki so izhajali iz razreda sužnjev (andevo) in podeželskih migrantov, zasedli poplavna nižja območja, ki mejijo na riževa polja Betsimitatatra zahodno od mesta. To območje je z Analakelyjem povezano s predorom, ki so ga zgradili Francozi v začetku 20. stoletja. Predor se odpira proti jezeru Anosy in stavbam državnega vrhovnega sodišča ter omogoča dostop do stanovanjske soseske Mahamasina in njenega stadiona. Mejna soseska Anosy je bila zgrajena v 1950-ih za večino državnih ministrstev in senata. Anosy, načrtovano stanovanjsko okrožje Soixante-Sept Hectares (pogosto skrajšano na '67') in soseska Isotry sodijo med najbolj gosto naseljene, s kriminalom prežete in revne soseske v mestu. Približno 40 odstotkov prebivalcev z elektriko v svojih domovih v ville basse jo pridobi nezakonito z vklopom v mestne daljnovode. Na teh območjih so hiše bolj ranljive za požare, poplave in zemeljske plazove, ki jih pogosto sproži letna sezona ciklonov.

### Arhitektura
Pred sredino 19. stoletja so bile vse hiše in tržnice v Antananarivu in po celem Madagaskarju zgrajene iz lesa, trav, trsja in drugih materialov rastlinskega izvora, ki so veljali za primerne za strukture, ki jih uporabljajo živi ljudje. Samo družinske grobnice so bile zgrajene iz kamna, inertnega materiala, ki je veljal za primernega za mrtve. Britanski misijonarji so v 1820-ih na otok uvedli izdelavo opeke, francoski industrialec Jean Laborde pa je v naslednjih nekaj desetletjih za gradnjo svojih tovarn uporabljal kamen in opeko. Šele ko je bil v 1860-ih odpravljen kraljevi odlok o gradbenih materialih, so za izgradnjo kraljeve palače uporabili kamen. Številni aristokrati, ki so jih navdihnile kraljeva palača in dvonadstropne opečne hiše z zavitimi verandami in razdeljenimi notranjimi prostori, ki so jih zgradili britanski misijonarji, so posnemali britanski model za lastne velike domove v haute ville. Model, znan kot trano gasy ('malgaška hiša'), se je hitro razširil po osrednjem višavju Madagaskarja, kjer ostaja prevladujoč slog gradnje hiš.
Od leta 1993 si Commune urbaine d'Antananarivo (CUA) vedno bolj prizadeva zaščititi in obnoviti mestno arhitekturno in kulturno dediščino. Leta 2005 so organi CUA sodelovali z mestnimi načrtovalci Île-de-France, da bi razvili strategijo Plan Vert – Plan Bleu za ustvarjanje klasifikacijskega sistema za Zones de Protection du Patrimoine Architectural, Urbain et Paysager, območja mesta, ki imajo koristi od pravnega varstva in finančno podporo njihovi zgodovinski in kulturni dediščini. Načrt, ki ga izvaja Institut des Métiers de la Ville, preprečuje uničenje zgodovinskih stavb in drugih struktur ter določa gradbene predpise, ki zagotavljajo, da nove strukture sledijo zgodovinski estetiki. Zagotavlja tudi kampanje ozaveščanja v korist ohranjanja zgodovine in izvaja projekte za obnovo propadajočih zgodovinskih stavb in krajev. V skladu s tem načrtom so bila mesta iz 19. stoletja, kot sta sodišče Ambatondrafandrana in druga rezidenca Rainilaiarivonyja, prenovljena.

## Demografija
Antananarivo je največje mesto na otoku vsaj od poznega 18. stoletja, ko je bilo njegovo prebivalstvo ocenjeno na 15.000. Do leta 1810 je prebivalstvo naraslo na 80.000, nato pa se je dramatično zmanjšalo med letoma 1829 in 1842 med vladanjem Radame I. in zlasti Ranavalone I. Zaradi kombinacije vojne, prisilnega dela, bolezni in ostrih pravičnih ukrepov je prebivalstvo Merina v tem obdobju padlo iz 750.000 do 130.000. V zadnjih letih kraljestva Merina se je prebivalstvo Antananariva povrnilo na med 50.000 in 75.000; večina prebivalstva so bili sužnji, ki so bili večinoma ujeti v provincialnih vojaških akcijah. Leta 1950 je štelo prebivalstvo Antananariva približno 175.000. Do poznih 1990-ih je prebivalstvo metropolitanskega območja doseglo 1,4 milijona in – medtem ko ima samo mesto zdaj 1.275.207 prebivalcev (po popisu leta 2018) – s predmestji, ki ležijo zunaj meja mesta, je naraslo na skoraj 2,3 milijona. milijonov v letu 2018. V metropolitanskem območju tako živi skoraj 10 odstotkov od 25,68 milijona prebivalcev otoka. Selitev s podeželja v prestolnico spodbuja to rast; prebivalstvo mesta presega prebivalstvo ostalih petih prestolnic provinc skupaj.
Antananarivo je kot zgodovinsko glavno mesto Merina osrednje mesto v domovini ljudstva Merina, ki predstavlja približno 24 odstotkov prebivalstva in je največja malgaška etnična skupina. Zgodovina mesta kot glavnega središča politike, kulture in trgovine na otoku je zagotovila svetovljansko mešanico etničnih skupin z vsega otoka in čezmorskih držav. Večina prebivalcev Antananariva ima močne vezi s svojo tanindrazano (vas prednikov), kjer je razširjena družina in običajno družinska grobnica ali grob; veliko starejših prebivalcev po upokojitvi zapusti mesto in se vrne na svoje izvorno podeželje.

## Gospodarstvo
Kmetijstvo je glavni steber malgaškega gospodarstva. Tla se uporablja za gojenje riža in drugih poljščin, vzrejo zebujev in druge živine, izdelavo opeke in druge tradicionalne načine preživetja. Dostop do zemljišča je zagotovljen in zakonsko zaščiten za vsakega prebivalca mesta. CUA upravlja prošnje za najem ali nakup zemljišč, vendar povpraševanje dramatično presega ponudbo in veliko nedodeljenih zemljišč ne izpolnjuje zahtevanih meril za parcelacijo, kot so zemljišča, kamor se preusmeri odtok poplavne vode. Velik del tega obrobnega zemljišča so nezakonito zasedli in uredili prebivalci, ki so iskali zemljo, kar je v nižjih delih mesta ustvarilo barakarska naselja v žepih. Ta nenadzorovan razvoj predstavlja sanitarna in varnostna tveganja za prebivalce teh območij.
Industrija predstavlja približno 13 odstotkov bruto domačega proizvoda (BDP) Madagaskarja in je večinoma skoncentrirana v Antananarivu. Ključne industrije vključujejo proizvodnjo mila, predelavo hrane in tobaka, pivovarstvo, tekstilno in usnjarsko proizvodnjo, ki zaposlujejo približno 5,5 odstotka delovne sile. Zaradi obsežne infrastrukture mesta in njegove vloge kot gospodarskega središča države je ugodna lokacija za velika podjetja.
Prebivalci mestnih območij, zlasti Antananariva, so bili najbolj prizadeti zaradi gospodarske krize in sprememb v ekonomski politiki. Nacionalna gospodarska kriza sredi 1970-ih in zgodnjih 1980-ih ter uvedba programa strukturnega prilagajanja s strani Svetovne banke sta znižala življenjski standard povprečnega prebivalca mesta. Konec državnih subvencij, hitra inflacija, višji davki, vsesplošno obubožanje in propad srednjega razreda je bil še posebej očiten v Antananarivu, prav tako kot naraščajoče bogastvo majhne politične in gospodarske elite v mestu. Še leta 2007 sta imeli le dve tretjini prebivalcev Antananariva dostop do elektrike, medtem ko je deset odstotkov gospodinjstev imelo skuter, avto ali drugo motorno vozilo. Tekoča voda je bila leta 2007 nameščena v manj kot 25 odstotkih domov, majhnih restavracij in podjetij, kar je zahtevalo zbiranje vode iz gospodinjskih vodnjakov ali sosedskih črpalk in uporabo zunanjih stranišč, ločenih od glavne stavbe.

## Kultura
V Antananarivu in po vsem visokogorju družini Merina in Betsileo izvajata famadihano, obred ponovnega pokopa prednikov. Ta obred se običajno zgodi pet do sedem let po smrti sorodnika in se praznuje tako, da se sorodnikove ostanke, zavite v jagnjetino, odstrani iz družinske grobnice, jih ponovno zavije v sveže svilene prte in vrne v grobnico. Sorodniki, prijatelji in sosedje so povabljeni, da sodelujejo pri glasbi, plesu in pogostitvi, ki spremlja dogodek. Famadihana je draga; mnoge družine žrtvujejo višji življenjski standard, da bi dale denar za obred.

### Zgodovinska mesta in muzeji
Mesto ima številne spomenike, zgodovinske stavbe, pomembna mesta in tradicije, povezane z običaji in zgodovino prebivalcev Centralnega višavja. Obzorje mesta obvladuje Rova Antananariva. Bližnja palača Andafiavaratra je bila dom predsednika vlade Rainilaiarivonyja iz 19. stoletja in vsebuje muzej z zgodovinskimi artefakti kraljestva Merina, vključno s predmeti, rešenimi pred požarom v Rovi. Navzdol od palač je trg Andohalo, kjer so kralji in kraljice Merine govorili javnosti. 
Živalski vrt Tsimbazaza prikazuje številne edinstvene živalske vrste otoka in celotno okostje izumrle ptice slona. 
Druge zgodovinske stavbe vključujejo sodišče Ambatondrafandrana, kjer je Ranavalona I. izrekel sodbo, drugo rezidenco Rainilaiarivony z vrtom avtohtonih zdravilnih rastlin, nedavno prenovljeno železniško postajo Soarano, štiri spominske cerkve s konca 19. stoletja, zgrajene v spomin na zgodnje malgaške krščanske mučence, grobnica predsednika vlade Rainihara in paviljoni tržnice Analakely iz začetka 20. stoletja. Tržnice na prostem vključujejo Le Pochard in obrtniško tržnico v Andravoahangyju. Muzej umetnosti in arheologije v soseski Isoraka ponuja razstave o zgodovini in kulturah raznolikih etničnih skupin Madagaskarja. Piratski muzej v Tsaralalàni pojasnjuje zgodovino pomorskih piratov in zgodbo o piratih na Madagaskarju in njihovi skrivnostni Republiki Libertalia.

### Kraji bogoslužja
Med bogoslužnimi kraji so to pretežno krščanske cerkve in templji: Cerkev Jezusa Kristusa na Madagaskarju (Svetovno občestvo reformiranih cerkva), Madagaskarska luteranska cerkev (Luteranska svetovna federacija), Božje skupščine, Združenje biblijskih baptističnih cerkva na Madagaskarju (Baptistična Svetovno zavezništvo), rimskokatoliška nadškofija Antananarivo (katoliška cerkev). Obstajajo tudi muslimanske mošeje.